# Povl Heinrich Riis-Knudsen
Povl Heinrich Riis-Knudsen (født 28. oktober 1949 i Aalborg) er en dansk førhen fremtrædende nationalsocialist og stifter af Danmarks Nationalsocialistiske Bevægelse, som han ledte i to årtier. Uddannet cand. mag. med hovedfag i tysk fra Aarhus Universitet og i mange år VUC-lærer i Nørresundby.

## Liv og karriere
Riis-Knudsens far var tidligere SS-officer og gav sin søn mellemnavnet Heinrich efter Heinrich Himmler. Han var allerede i skoletiden fascineret af det tredje rige og gik med hagekors.
Riis-Knudsen voksede op under fattige kår, efter at hans farfar havde bortødet en større formue og en herregård i Vendsyssel.[kilde mangler]og søgte kontakt med et "parti" ledet af Sven Salicath. Han var hovedmanden bag genrejsningen af den nationalsocialistiske bevægelse i Danmark i begyndelsen af 1970'erne, da han i 1970 stiftede Danmarks Nationalsocialistiske Bevægelse (DNSU) som afløser for Sven Salicaths hensygnende DNSAP.[kilde mangler] Ungdomsbevægelsen bestod til at begynde med kun af ham selv og studiekammeraten Hans Christian Krog Pedersen. Først nogle år senere, kaldte de sig DNSB.
Riis-Knudsen trådte frem på den internationale scene, da amerikaneren Matt Koehl overtog ledelsen af The World Union of National Socialists (WUNS) og udså sig Riis-Knudsen som sin europæiske kontakt.[kilde mangler] Riis-Knudsen blev generalsekretær for WUNS. Efter kort tid mistede Riis-Knudsen dog sin position, da han var modstander af Koehls ambition om at skabe en religion baseret på nazismen.[kilde mangler] Riis-Knudsen koncentrerede sig derefter om sit forfatterskab og ledelsen af DNSB.
Riis-Knudsen var med til at give den nationalsocialistiske bevægelse i Danmark et teoretisk fundament med bogen "Nationalsocialisme: Det biologiske menneskesyn" fra 1987. Riis-Knudsen blev i 1991 smidt ud af DNSB efter at have forelsket sig i en kristen, palæstinensisk kvinde. Han mistede også sine tillidsposter i den internationale nazibevægelse og måtte afgive magten over de danske nazister til murerarbejdsmanden Jonni Hansen.
Riis-Knudsen drev i mange år dag forlaget Nordland Verlag fra Aalborg. I de senere år har han som ældre udgivet flere bøger med kritiske kommentarer til nutidens Danmark, senest "Revolutionære betragtninger" (2020). Han har også udgivet en erindringsbog, "Evigt ejes kun det tabte" (2019).